# Eric Lévi
Eric Lévi, egentligen Eric Jacques Levisalles, född 1955 i Paris, är en fransk musiker och huvudman i gruppen Era.
År 1977 startade Eric Lévi hårdrockgruppen Shakin' Street som senare gav ut de två skivalbumen Vampire Rock och Solid As A Rock. Shakin' Street turnerade kort tillsammans med AC/DC och Blue Öyster Cult innan de upplöstes år 1981. Senare skrev Eric Lévi filmmusiken till ett antal filmer, däribland L'Opération Corned-beef och komedin Visitörerna.
Eras debutalbum gavs ut 1996 och kom att bli en succé och ett av de mest sålda franska albumen med mer än 3 miljoner kopior. År 1999 kom Era 2, följt av Era: The Mass som gavs ut 2003, The very best of Era (2005), Era: Reborn (2008) och Era: Classics (2009).